# Неограниченная продолжительность жизни
Неограниченная продолжительность жизни (англ. indefinite lifespan) — понятие, обозначающее гипотетическое долголетие человека (и других организмов), при котором старение будет полностью предотвращаться и излечиваться. Используется в движении за продление жизни и трансгуманизме. Термин означает, что продолжительность жизни человека является «неопределённой», что совсем не означает, что тот «бессмертен», так как неподверженность старению не гарантирует невозможность умереть от других причин. Люди будут по-прежнему подвержены воздействию смерти от всевозможных случайных и преднамеренных физических травм, болезней, отравлений, голода и тому подобное, но не смерти от старения. Семантически, «неопределенная продолжительность жизни» является более точным термином, чем «бессмертие», которое, особенно в религиозном контексте, подразумевает невозможность умереть.

## Скорость убегания от старости

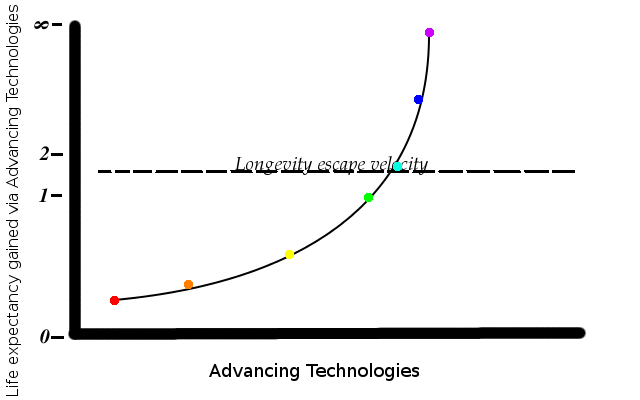
Попытка представить скорость убегания от старости графически. Цветными кружками обозначены значительные научные открытия, позволяющие людям удлинять жизнь.

Скорость убегания от старости (longevity escape velocity) это термин, означающий гипотетическую ситуацию, при которой продолжительность жизни вследствие улучшений в биомедицинских технологиях увеличивается с той же скоростью или быстрее, чем люди стареют. Другими словами, за год организм человека стареет на один год, но за это время улучшения в технологиях позволяют прожить на один год дольше, чем было возможно ранее. Таким образом позволяя дождаться дальнейшего прогресса в технологиях, который ещё более удлинит жизнь. Развитие технологий со скоростью большей, чем скорость убегания от старости, позволяет вернуть тела старых людей в более молодое состояние, в том числе включая омоложение мозга.

## Неограниченная продолжительность жизни — не бессмертие
Термины «бессмертие» и «вечная молодость» часто используются как синонимы «неограниченной продолжительности жизни», но имеют некоторые другие оттенки смысла, которые с точки зрения педантичных людей, некорректны. Так, слово «бессмертный» подразумевает под собой «невозможность умереть». Слово «вечный» подразумевает существование вечности, что, строго говоря, невозможно, поскольку, по мнению подавляющего большинства учёных, даже сама наша Вселенная не вечна (одна из самых популярных гипотез — тепловая смерть Вселенной вследствие постоянно возрастающей в ней энтропии). И даже если будет найдено средство от старости и от всех болезней, люди всё равно будут продолжать гибнуть во всевозможных несчастных случаях, во время войн и терактов, добровольно выбирать смерть от усталости от жизни, и тому подобное. Таким образом, абсолютное бессмертие даже теоретически вряд ли возможно.
Термин «неограниченная продолжительность жизни» представляет собой более доступное положение дел, поскольку означает только защиту от умирания от старости и вещей, сопрящённых со старческой немощностью (таких как возрастно-зависимые болезни).
Также использование этого термина предпочтительнее по причине точности языка. Аналогично тому, как термин «контроль над рождаемостью» предпочтительнее чем «предотвращение рождения» или «ликвидации рождения». Два последних термина, как и термин «бессмертие», подразумевают, что выбор одноразовый и имеет перманентные последствия. В то время как термины «контроль над рождаемостью» и "неограниченная продолжительность жизни подразумевают возможность изменения решения в дальнейшем.

## Вероятность
Этот вопрос имеет два аспекта. С одной стороны, это можно истолковать, «Будет ли сфера лекарственных препаратов (или программа эффективного лечения) против старения развиваться в дальнейшем?» С другой стороны, это может означать, «Будет ли эффективное лечение старения вскоре доступным для живущих сегодня и желающих воспользоваться им?» Ответ на первый вопрос является условным по медицинским показаниям развития: если медицинская наука продолжает продвигаться вперед в области биогеронтологии и биоинженерии, то можно надеяться на получение ответа «да, это произойдёт в конце концов, если исключить риск, что какое-то событие или ряд событий, могут затормозить или остановить полностью дальнейшее продвижение биологической науки» (см. Риски для цивилизации, людей, планеты Земля и Судного Дня). Многие учёные, исследующие эту область в настоящий момент, не согласны с данными тезисами. Они видят проблему не только в отдельных заболеваниях, но и в выходе из строя механизмов восстановления.
В то время как наука постоянно продвигается вперёд, а технологии становятся всё более сложными, человеческое тело и ум существенно не перетерпели значительных изменений за сто тысяч лет, и процесс старения не стал за это время более разрушительным (что объясняет, почему в двадцать первом веке мы живем в среднем в три раза дольше, чем десять тысяч лет назад).
Ответ на второй вопрос зависит от двух факторов: первый из которых, как быстро будет развиваться научная медицина, а второй, насколько хорошо каждый человек будет заботиться о себе (к примеру, использовать последние достижения медицины, правильно питаться и вести здоровый образ жизни), оба из этих факторов могут повлиять на длительность жизни данного лица, когда препараты (или лечебные процедуры) станут доступными. Эта стратегия отображена в подзаголовке «Жить достаточно долго, чтобы жить вечно» книги «Фантастическое Путешествие» (англ. Fantastic Voyage), Рэймонда Курцвейла и Терри Гроссмана.
Второй фактор ко второму вопросу зависит от первого фактора — никакой объём здорового образа жизни не позволит сегодня прожить столько, чтобы достичь точки неопределённой продолжительности жизни, при возможном сокращении разработок в научной медицине, или если старение окажется в своей массе более сложным процессом, чем считается в настоящее время. Однако, если биомедицинская геронтология продолжит развиваться, если соматическая генетическая инженерия станет безопасной и эффективной (и разрешенной) в относительно близком будущем, для некоторых из ныне живущих людей появится возможность достичь неопределенной продолжительности жизни.
По словам биогеронтолога Мариоса Кириазиса, неопределенная продолжительность жизни станет возможной (даже неизбежной) из-за присущих им свойств естественных законов, регулирующих эволюцию человека. Кириазис считает, что, поскольку человечество улучшается с помощью технологий, человеческая эволюция путём естественного отбора станет излишней, и люди будут продолжать развиваться посредством неопределённо долгого процесса саморазвития. Этот процесс ликвидирует смерть по причине старения.

## Предлагаемые методы
Самая известная комплексная научно-исследовательская программа для устренения всех типов возрастных повреждений носит название «Стратегии достижения пренебрежимого старения инженерными методами» (SENS). Имеется много других методов, включая генную инженерию, удлинение теломер, регенерацию органов и даже загрузку сознания. Но все это сейчас находится в стадии развития и не имеет применения на практике. Есть некоторые препараты и технологии, позиционирующиеся как антивозрастные, но их эффективность и безопасность сомнительны. Из доступных сейчас методов с доказанной эффективностью, которые могут позволить дожить до скорости убегания от старости, можно отметить разве что ограничение калорий.
Если исходить из теории, что главной причиной старения являются повреждения ДНК, то можно выделить два подхода к этому:
1. Предотвращение возникновений повреждений ДНК.
2. Восстановление ДНК после того, как повреждение произошло.

Существует большое количество литературы по антиоксидантным фитовеществам, которые уменьшают возникновение окислительных повреждений ДНК. Но когда были произведены их испытания на предмет предотвращения рака, результаты оказались разочаровывающими. Другое исследование, испытание адаптогенов на крысах, показало, что лишь некоторые из этих веществ способны немного увеличивать среднюю продолжительность жизни крыс, почти не влияя на максимальную продолжительность.
С другой стороны, имеются исследования, что некоторые вещества в пище стимулируют ремонт ДНК повреждений и уменьшают вероятность возникновения некоторых видов рака или скорость его распространения на ранних стадиях. Но наличие благоприятного эффекта в плане рака совсем не означает продление максимальной продолжительности жизни.